# St. Wenzel (Lommatzsch)

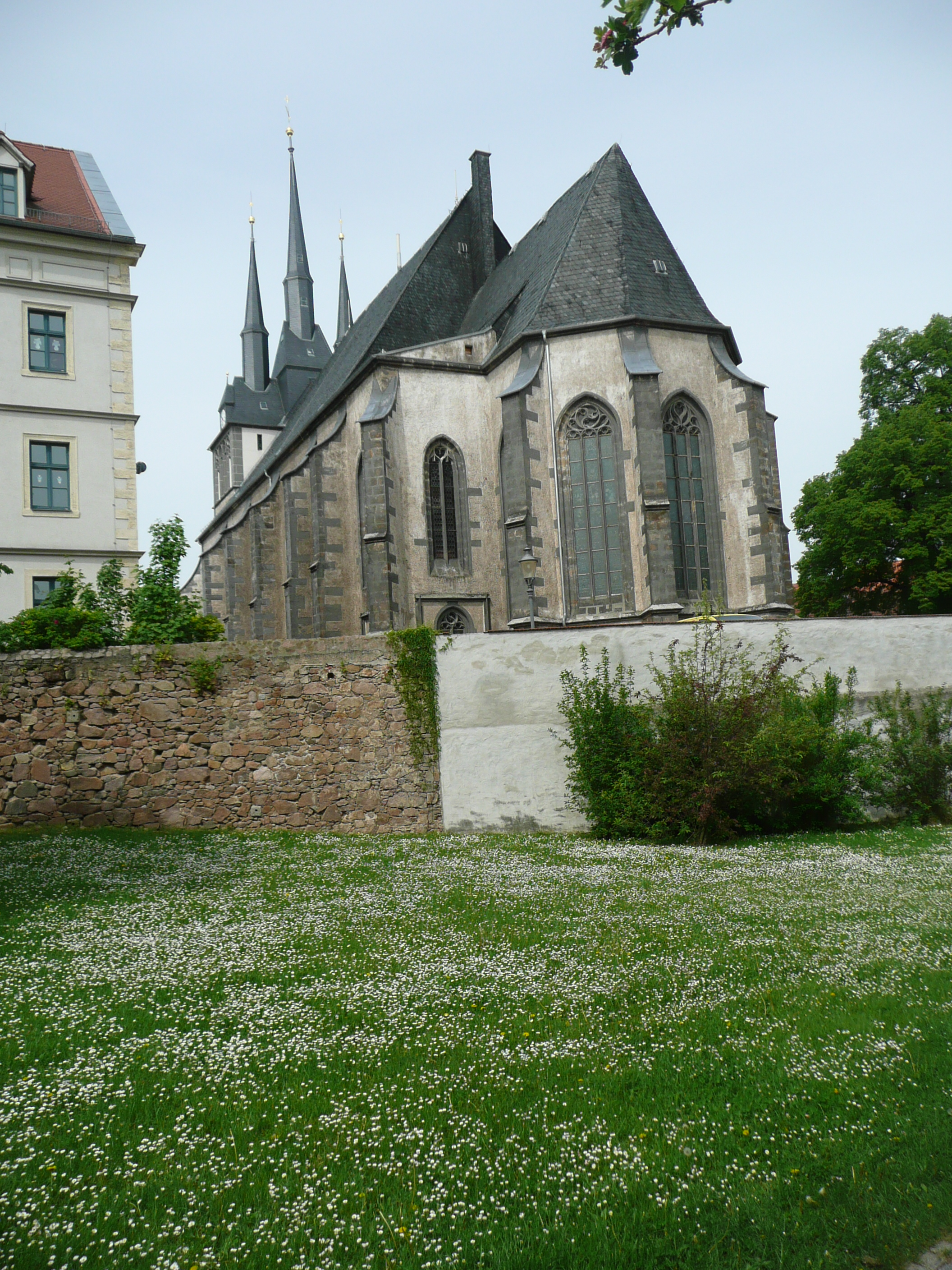
St. Wenzel in Lommatzsch

Die evangelische Stadtkirche St. Wenzel in Lommatzsch im Landkreis Meißen in Sachsen ist eine spätgotische Hallenkirche. Sie gehört zur Evangelisch-Lutherischen Kirchengemeinde Lommatzsch in der Evangelisch-Lutherischen Landeskirche Sachsens und prägt mit dem eigenartigen Turmabschluss bis heute die Silhouette der Stadt Lommatzsch.

## Geschichte

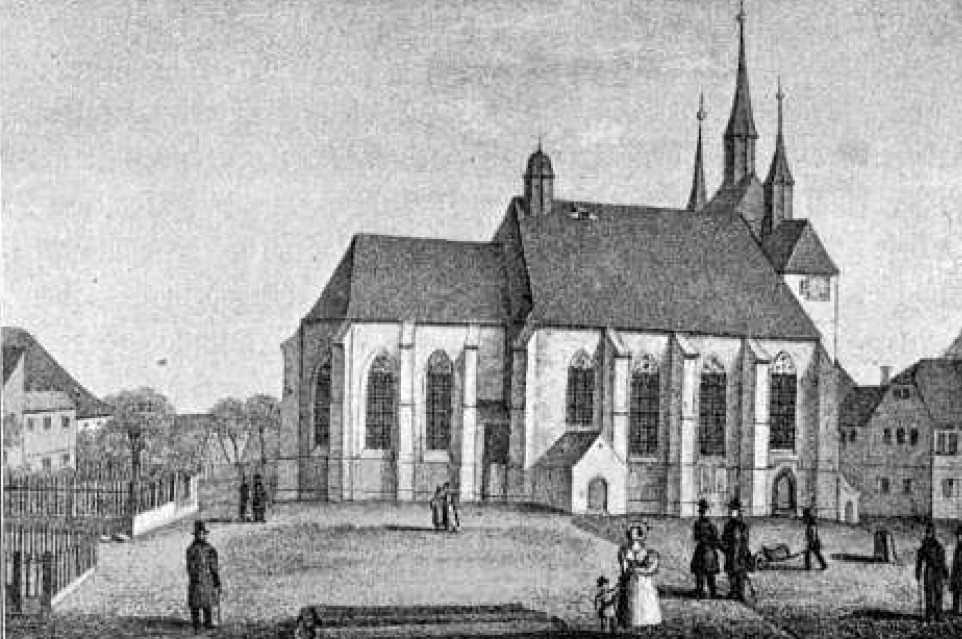
Kirche vor dem Umbau (um 1830)

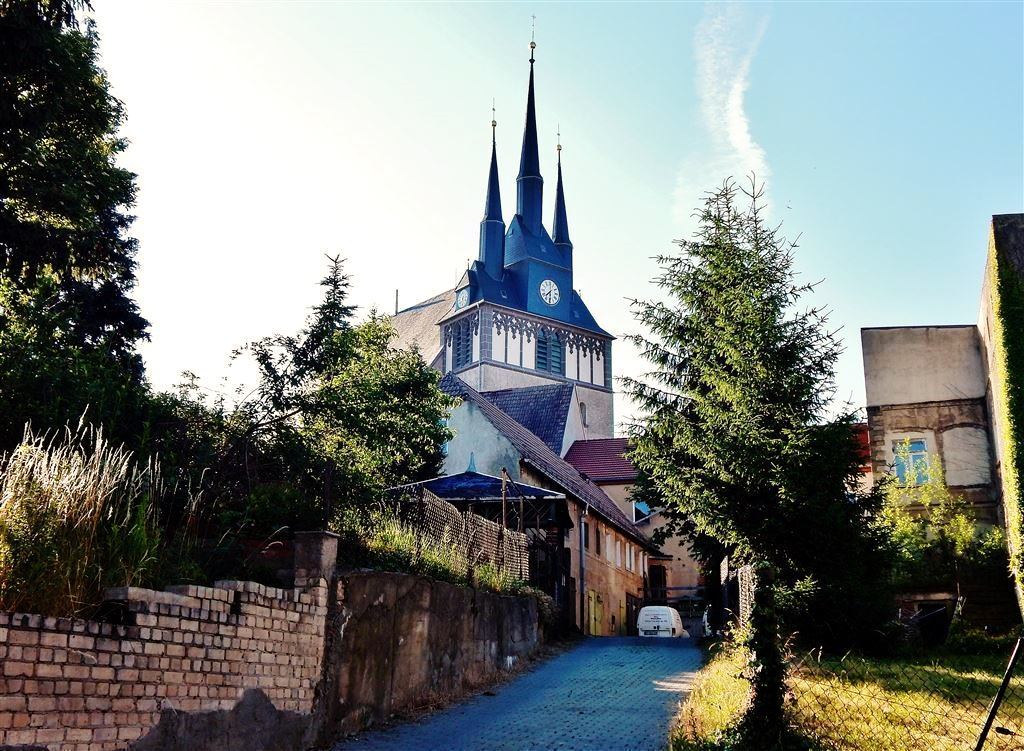
Ansicht von Nordwest

Die Stadtkirche Lommatzsch ist eine Hallenkirche mit niedrigerem, eingezogenem Chor und Spitzhelmen auf einem vom Vorgängerbau übernommenen romanischen Westturm. Sie wurde erstmals 1180 genannt; wenig später entstand der querrechteckige Westturm mit romanischen Schallöffnungen.
Das Langhaus wurde 1504–1514 unter Leitung des Werkmeisters Peter Ulrich und unter Beteiligung von Conrad Pflüger erbaut. Geplant war eine dreischiffige, vierjochige gewölbte Hallenkirche, deren Wölbung jedoch nicht ausgeführt wurde. Zwischen 1520 und 1521 wurde der Chor mit Netzgewölbe und südlich anschließender Sakristei mit darüber befindlichem Sängerchor erbaut. Nach Verwüstungen der Kirche im Siebenjährigen Krieg wurden 1763/65 Emporen eingebaut. Unter Leitung von Theodor Quentin wurde von 1890 bis 1901 der Turm umgestaltet und das Langhaus eingewölbt und innen restauriert. Eine Außenrestaurierung fand 1971, eine weitere Innenrestaurierung 1972 statt.

## Architektur

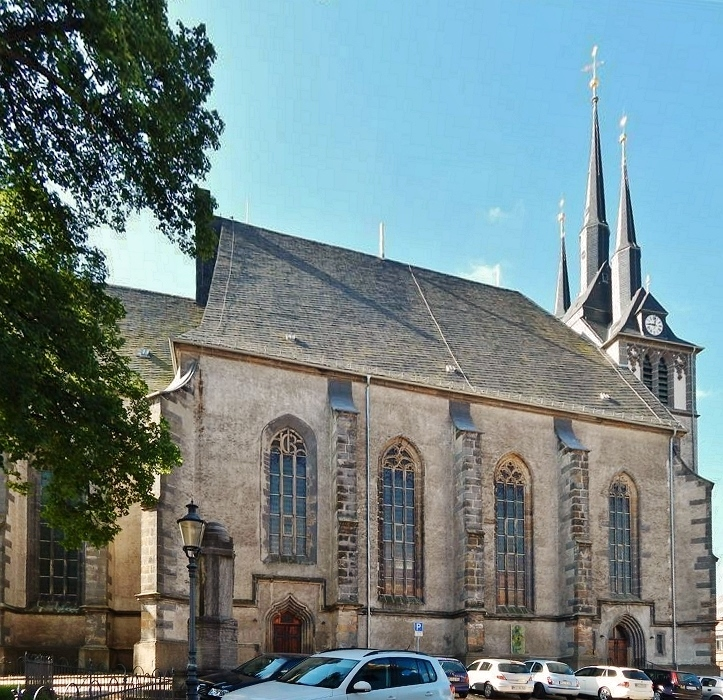
Nordseite

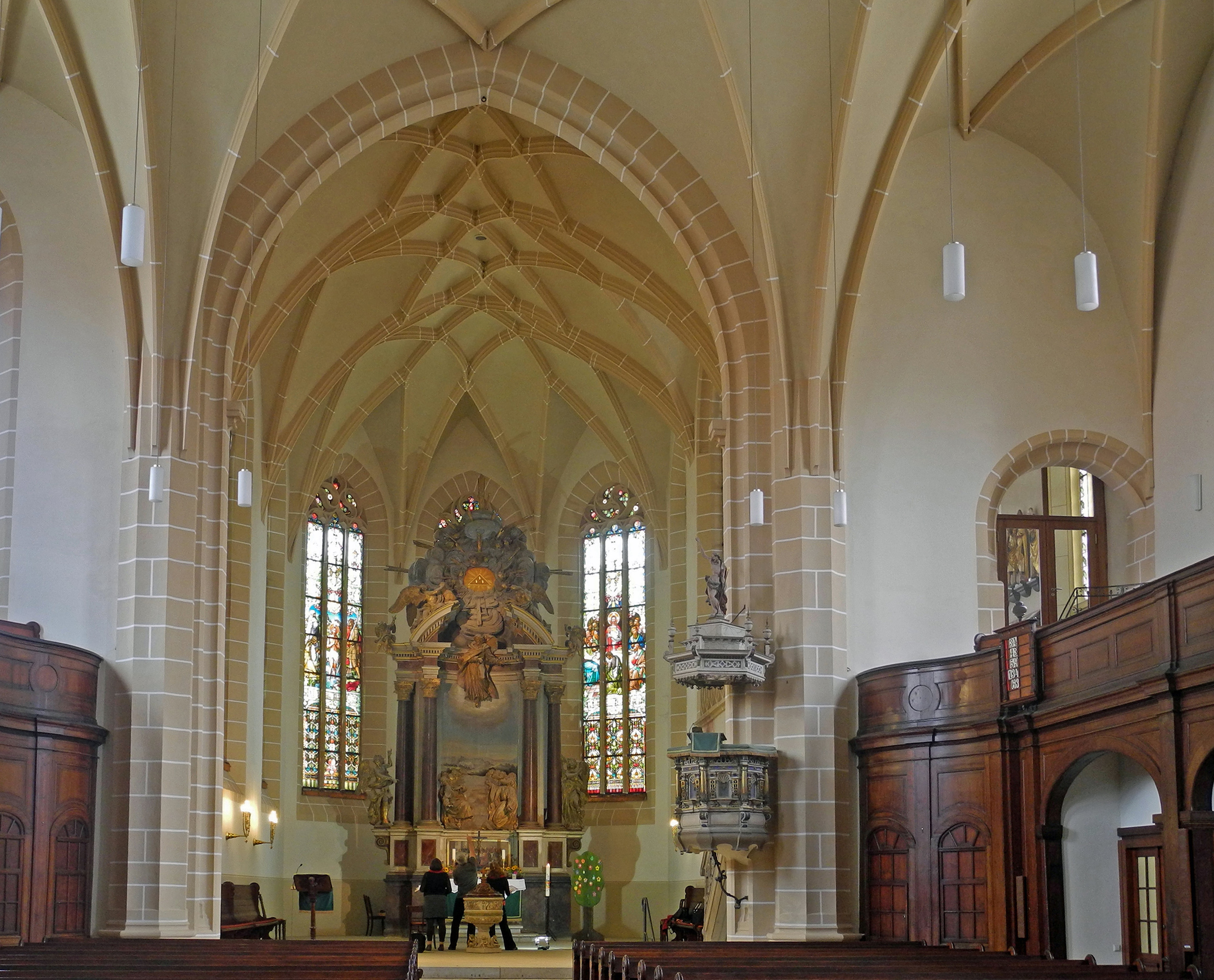
Blick zum Chor

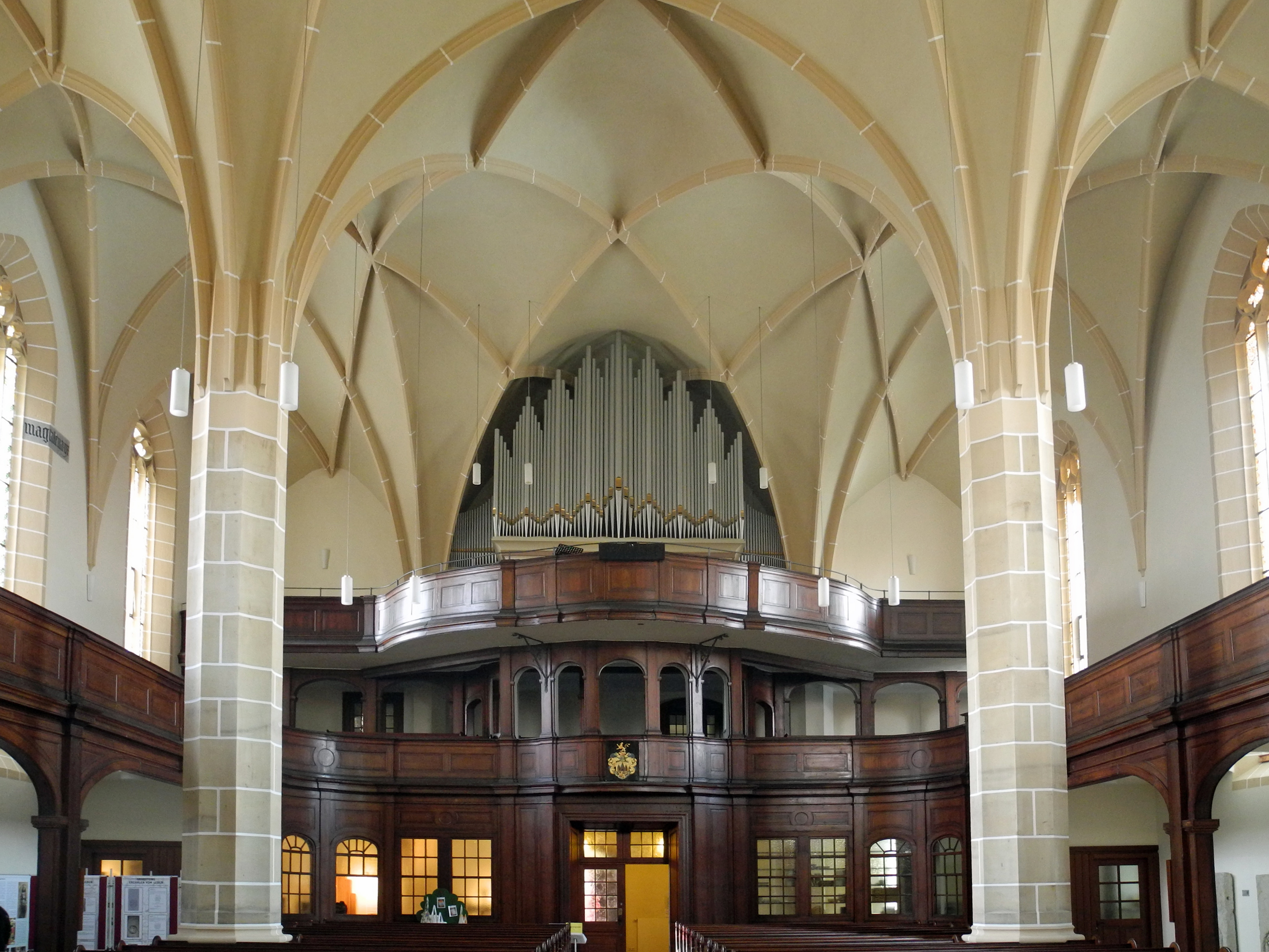
Blick zur Orgel

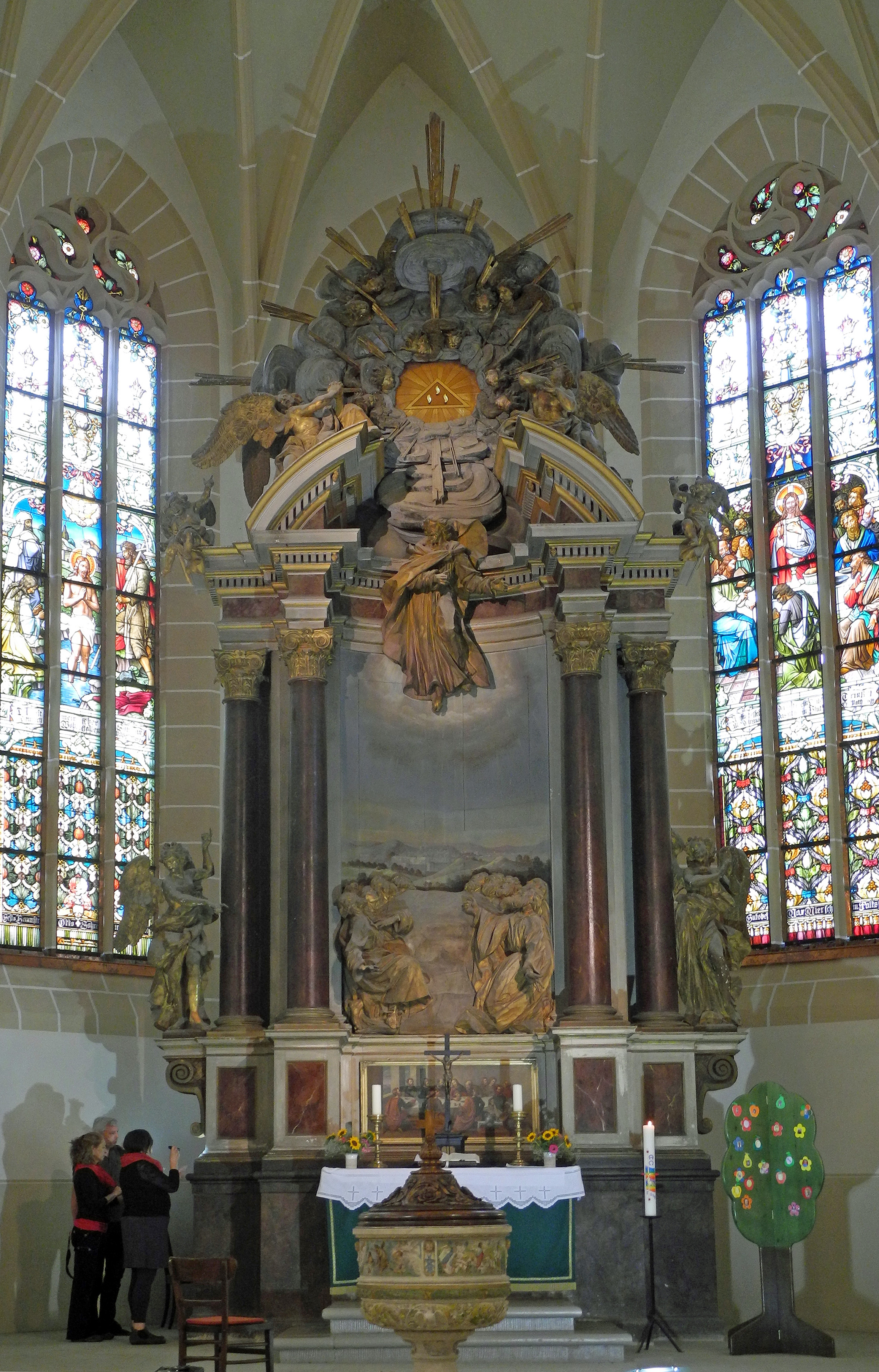
Altar

Die Kirche ist ein Putzbau mit schiefergedecktem Dächern, die Strebepfeiler und die Fenstergewände sind aus Sandstein. Auch am Langhaus sind Strebepfeiler vorhanden; demnach war von Anfang an vorgesehen, den Bau einzuwölben. Die dreiteiligen Fenster zeigen reiches spätgotisches Maßwerk aus Kielbogen- und Fischblasenmotiven. Das östliche Fenster auf der Nordseite des Langhauses  zeigt zur Erinnerung an den Bürgermeister Johannes Carl Bersch († 1614) dessen Initialen im Maßwerk. Ein Kaffgesims, das den Bau umläuft, bildet auch die Sohlbänke der Fenster. Der Chor mit Fünfachtelschluss ähnelt in der Ausführung der Fenster, Strebepfeiler und Gesimse dem Langhaus. Die Portale der Nordseite stammen aus der Spätgotik, die Portale der Südseite wurden wie auch das Westportal 1890 geschaffen.
Der querrechteckige Westturm entstand um 1200 und zeigt im dritten Geschoss romanische Biforienfenster, während das vierte Geschoss bis 1514 entstand. Das Blendenmaßwerk in diesem Geschoss entstand ebenso wie die neuromanischen Fenster und das Westportal erst bei der Restaurierung 1890. Der Westturm schließt mit drei nadelspitzen schiefergedeckten Helmen und erinnert damit an thüringische Kirchen wie zum Beispiel die Severikirche in Erfurt. Dieser unkonventionelle Abschluss entstand 1523 und wurde mehrfach erneuert, wie die Wetterfahnen mit den Jahreszahlen 1851 und 1971 beweisen.
Das Innere des Langhauses wurde 1890 in nur zwei Jochen mit neugotischen Netzrippengewölben über einem Paar gekehlter Pfeiler geschlossen. Der Chor ist ebenfalls mit Netzgewölbe versehen, das jedoch zusammen mit dem Chor entstanden ist. Im Langhaus ist eine dreiseitig umlaufende Emporenanlage nach dem Plan von Johann Daniel Schade in gemäßigt barocken Formen aus naturfarbenem, gebeiztem Holz eingebaut.
Die Sakristei ist mit einem reichen spätgotischen Portal ausgestattet und besitzt ein neugotisches Netzrippengewölbe sowie eine Raumfassung aus der Zeit der Restaurierung unter Theodor Quentin. Über der Sakristei und der westlich anschließenden Schatzkammer ist der Sängerchor angeordnet, der sich in zwei verglasten Spitzbögen über einer Brüstung mit Blendmaßwerk zur Kirche hin öffnet. Im Chor sind noch Fenster mit figürlichen Glasgemälden von 1900 erhalten.

## Ausstattung
Der hochbarocke Altar wurde von Paul Heermann im Jahr 1714 geschaffen und zeigt in einem architektonischen Rahmen mit Säulen und einem Gesims die Auferstehung Christi und zwei Apostel als vollplastisches Relief, flankiert von zwei Engelsfiguren, darüber das Auge Gottes mit Wolken und Strahlenkränzen.
Die dezent farbig gefasste Kanzel von 1619/20 wurde von Paul Steudte angefertigt und besitzt einen oktogonalen Korb mit Ecksäulen, Bogenarchitekturen und Konsolen. Der  reich dekorierte Schalldeckel zeigt Obeliskaufsätze und wird von der Figur des auferstandenen Christus bekrönt. Der Taufstein wurde 1890 in den Formen der Neugotik und Neurenaissance gefertigt.
Die Orgel wurde 1814 von Johann Christian Kayser und Friedrich Traugott Kayser erbaut, 1886 von der Firma Jehmlich Orgelbau Dresden und 1931 von der Firma Eule Orgelbau Bautzen umgebaut. Sie enthält 30 Register auf zwei Manualen und Pedal.
Zahlreiche Grabdenkmäler und Epitaphien vervollständigen die Ausstattung. In der Sakristei befindet sich ein farbiges und goldgefasstes Holzepitaph für den Pfarrer Samuel Theodor Schönland († 1721) mit einem Halbbildnis des Verstorbenen im Relief und mit Bibel, Totenkopf, Kelch und Kreuz als Attributen, das ebenfalls als Werk Heermanns gilt. In der Erdgeschosshalle des Turms befindet sich ein Grabdenkmal des Johann Kaulbersch († 1614), welches den Verstorbenen in Zeittracht zeigt. Weiter findet sich das Grabdenkmal des Lorentz Wirdt († um 1690) und seiner Frau († 1612) mit einem Relief der Auferstehung des Lazarus im unteren Teil und einer mit einer Bogenarchitektur umfassten und mit Beschlagwerk verzierten Reliefdarstellung der Auferstehung Christi und der Stifterfamilie im oberen Teil. Schließlich ist noch ein Grabdenkmal der Barbara Piltz († 1702) mit einer Darstellung des Todes zu erwähnen.

## Geläut
Das Geläut besteht aus drei Eisenhartgussglocken, der Glockenstuhl ist aus Stahl wie auch die Glockenjoche aus Stahl gefertigt.
Im Folgenden eine Datenübersicht des Geläutes:
| Nr. | Gussdatum | Gießer                                 | Material      | Durchmesser | Masse   | Schlagton |
| --- | --------- | -------------------------------------- | ------------- | ----------- | ------- | --------- |
| 1   | 1959      | Glockengießerei Schilling & Lattermann | Eisenhartguss | 1650 mm     | 2050 kg | es′       |
| 2   | 1959      | Glockengießerei Schilling & Lattermann | Eisenhartguss | 1370 mm     | 1150 kg | ges′      |
| 3   | 1959      | Glockengießerei Schilling & Lattermann | Eisenhartguss | 1200 mm     | 760 kg  | as′       |